# Darío de Regoyos
Darío de Regoyos y Valdés, né à Ribadesella (Asturies) le 1er novembre 1857 et mort le 29 octobre 1913 à Barcelone, est un peintre espagnol, considéré comme un des plus importants représentants de l'Impressionnisme et du néo-impressionnisme dans son pays.
Ses œuvres n'ont pas rencontré beaucoup de succès aux expositions en Espagne. Il avait d'ailleurs lui-même une attitude hostile vis-à-vis de l'art officiel, très éloigné de ce qu'il aimait dans la peinture européenne. Mais elles ont été très appréciées au Salon des indépendants de 1889 où il expose avec Degas, Signac, Pissarro, ainsi qu'en Belgique où il passe une partie de sa jeunesse et où il a exposé jusqu'en 1890.

## Biographie

### Les débuts
Bien que son père, un architecte du quartier de Argüelles y Poza de Madrid, ne l'encourage guère dans la voie de la peinture, Regoyos s'inscrivit à l'Académie royale des beaux-arts de San Fernando à Madrid où il fut élève du peintre paysagiste pré-impressionniste belge naturalisé espagnol Carlos de Haes.

### Paris puis Bruxelles
En 1880, il part pour Paris où il demeure un an avant de se rendre, en compagnie de son ami Maximilien Luce, à Bruxelles où il reste jusqu'en 1889. C'est là qu'il expose ses œuvres pour la première fois avec Théo van Rysselberghe et Frantz Charlet. Il fait également partie d'un groupe d'artistes du vieux Saint-Gilles (Bruxelles) ; il y jouait de la guitare.

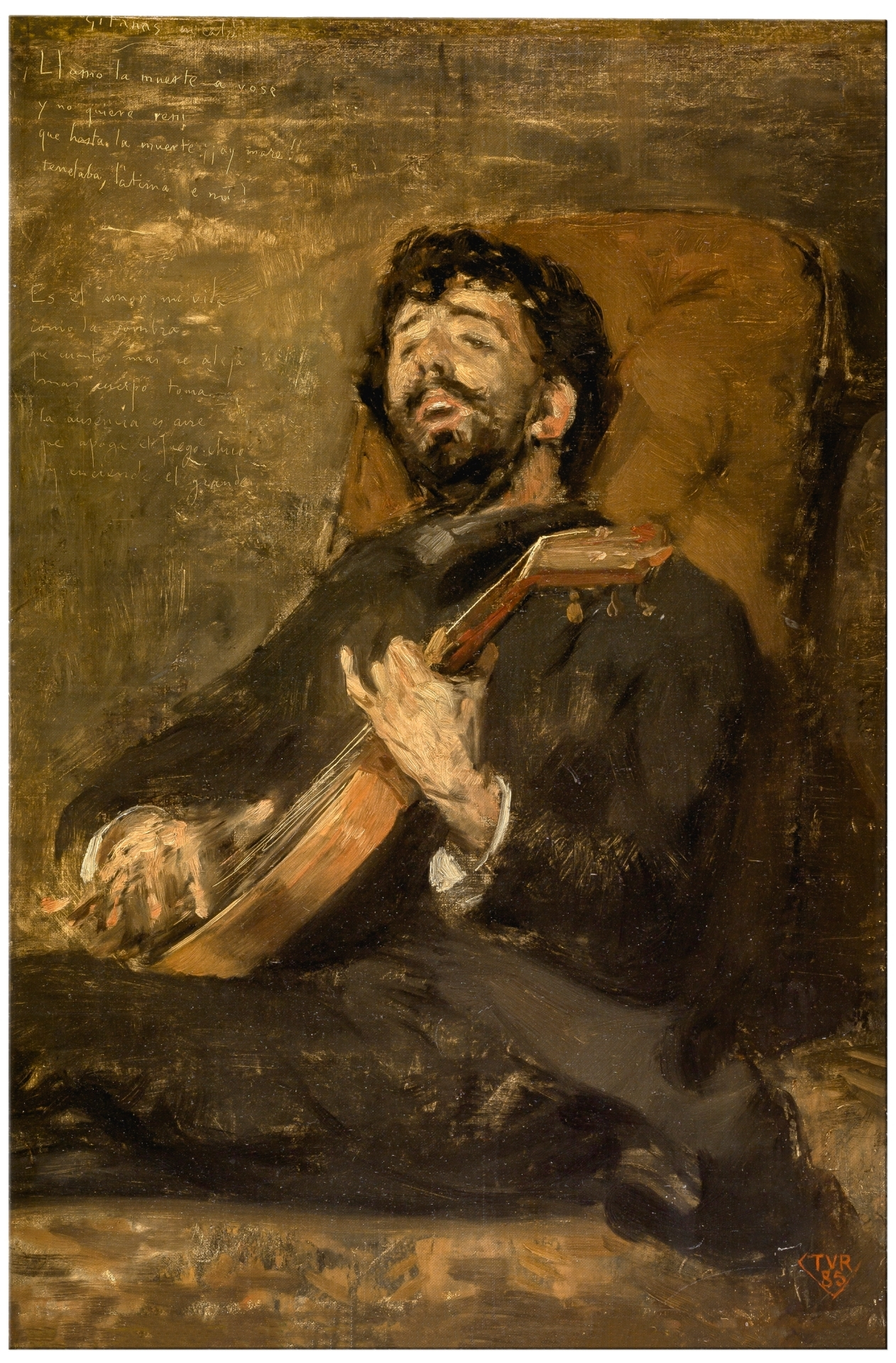
Darío de Regoyos jouant de la guitare
Théo Van Rysselberghe, 1885
Musée du Prado, Madrid

Constantin Meunier part pour l'Espagne au début octobre 1882. Il emmène son fils Karl dit Charles (18 ans). Ils sont accompagnés de Théo Van Rysselberghe et de Dario, « jeune Espagnol égaré en Belgique où il apporte la fougue et les excentricités du brûlant climat qui l'a vu naître. » Avec eux, il adhère au groupe d'avant-garde L'Essor. En 1883, il est un des membres fondateurs du groupe bruxellois d'avant-garde « Les Vingt » : Van Rysselberghe mais aussi James Ensor réalisent son portrait à la guitare. De retour en Espagne, il enverra régulièrement ses toiles en Belgique jusqu'en 1890. Il participe ensuite aux nouveaux salons de la Libre Esthétique et aux réunions chez Edmond Picard, le mécène de l'association. Il a pour amis les compositeurs Enrique Fernández Arbós et Isaac Albéniz, ainsi que l'écrivain Émile Verhaeren qui publiera España negra après un voyage en Espagne en sa compagnie.

## Un style très personnel
À partir de 1888, Regoyos est influencé par Camille Pissarro, Paul Signac et surtout Georges Seurat avec lesquels il expose dans une salle offerte par La Revue blanche. Lorsque le critique d'art Félix Fénéon demande à Seurat quels peintres du « groupe des XX » sont ses disciples, il cite neuf noms parmi lesquels figure Darío de Regoyos. Toutefois, si Regoyos adhère au pointillisme pendant quelques années, il s'en détache dès 1893 pour cultiver son talent de paysagiste "sombre". Regoyos a un goût très prononcé pour les paysages de la côte basque et de l'Espagne du nord, et il se différencie des impressionnistes français en traitant tous les thèmes : fêtes, scènes de rues, plage, marchés, bois.
En 1895, le peintre épouse une Française, Henriette de Montguyon. La fille aînée du couple deviendra la femme du directeur du musée du Prado, Aureliano de Beruete y Moret, lui-même fils d'un grand impressionniste du même nom.

## Œuvres

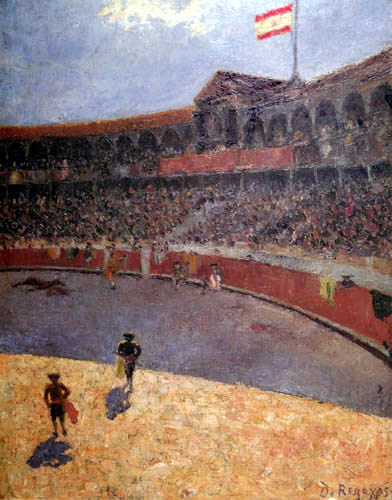
1882 Gradins à l'ombre
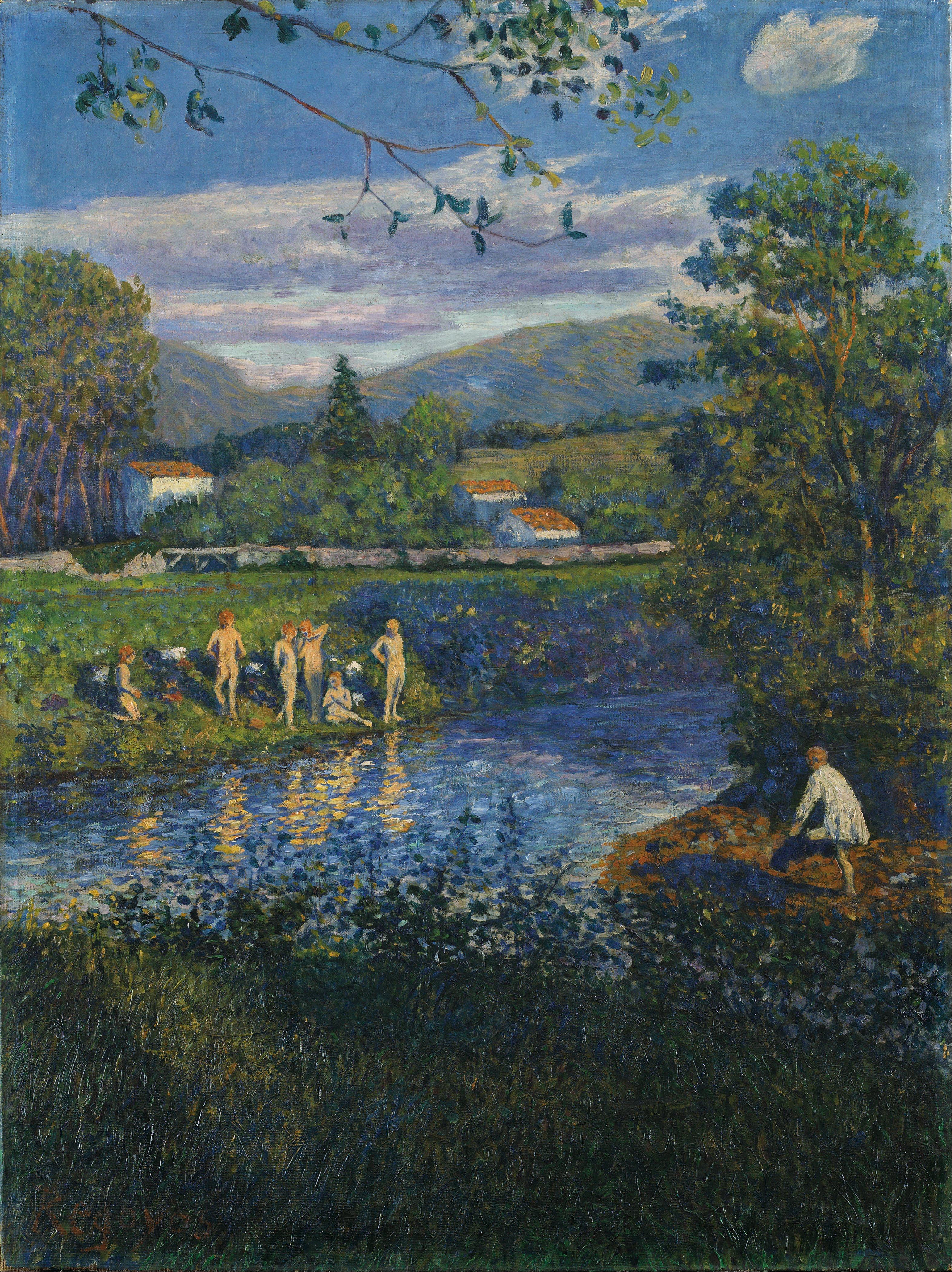
1900 Bain à Errenteria (Musée de Bilbao)
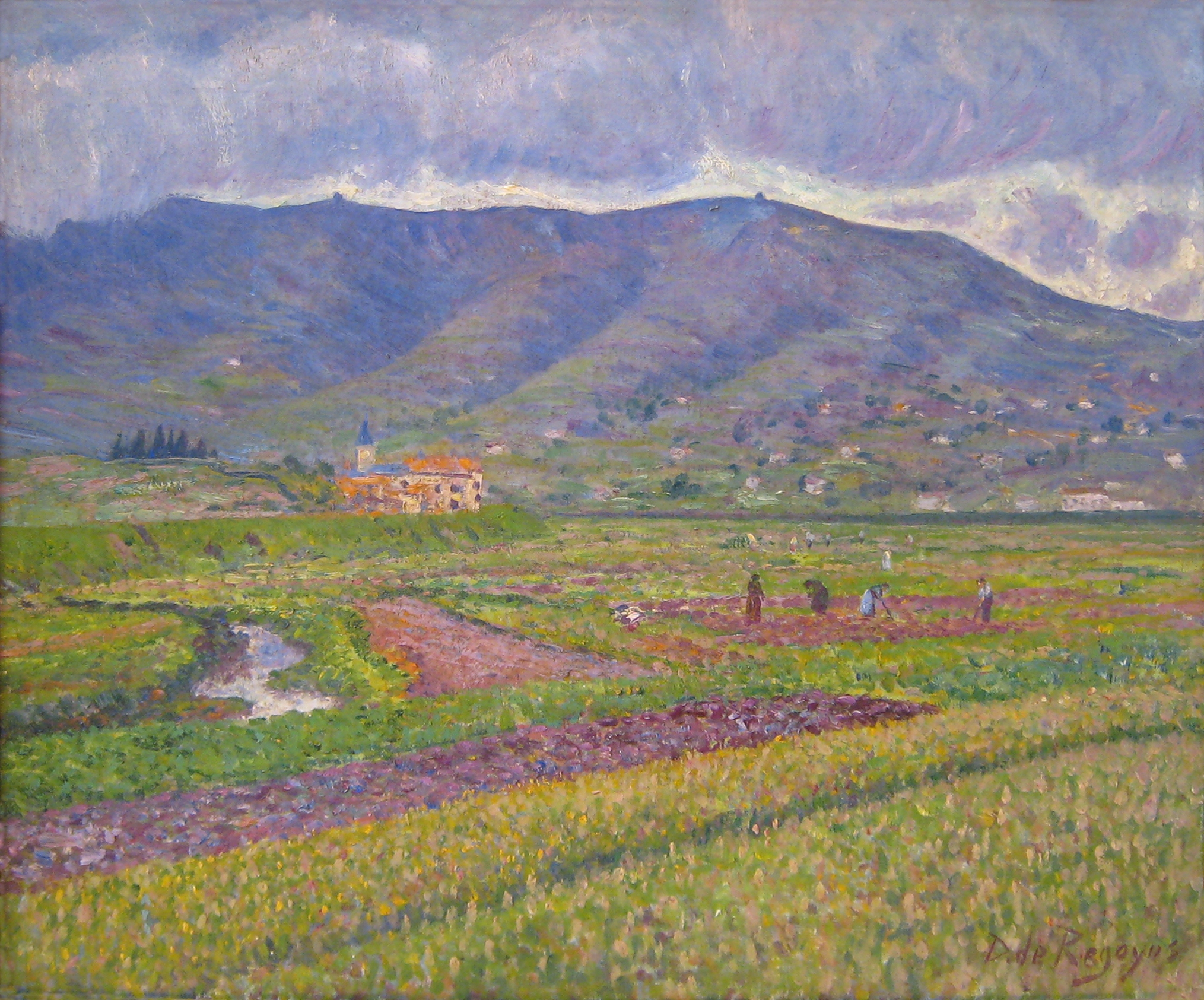
1902 Pluie de mai. Pays basque (Musée d'Ixelles)
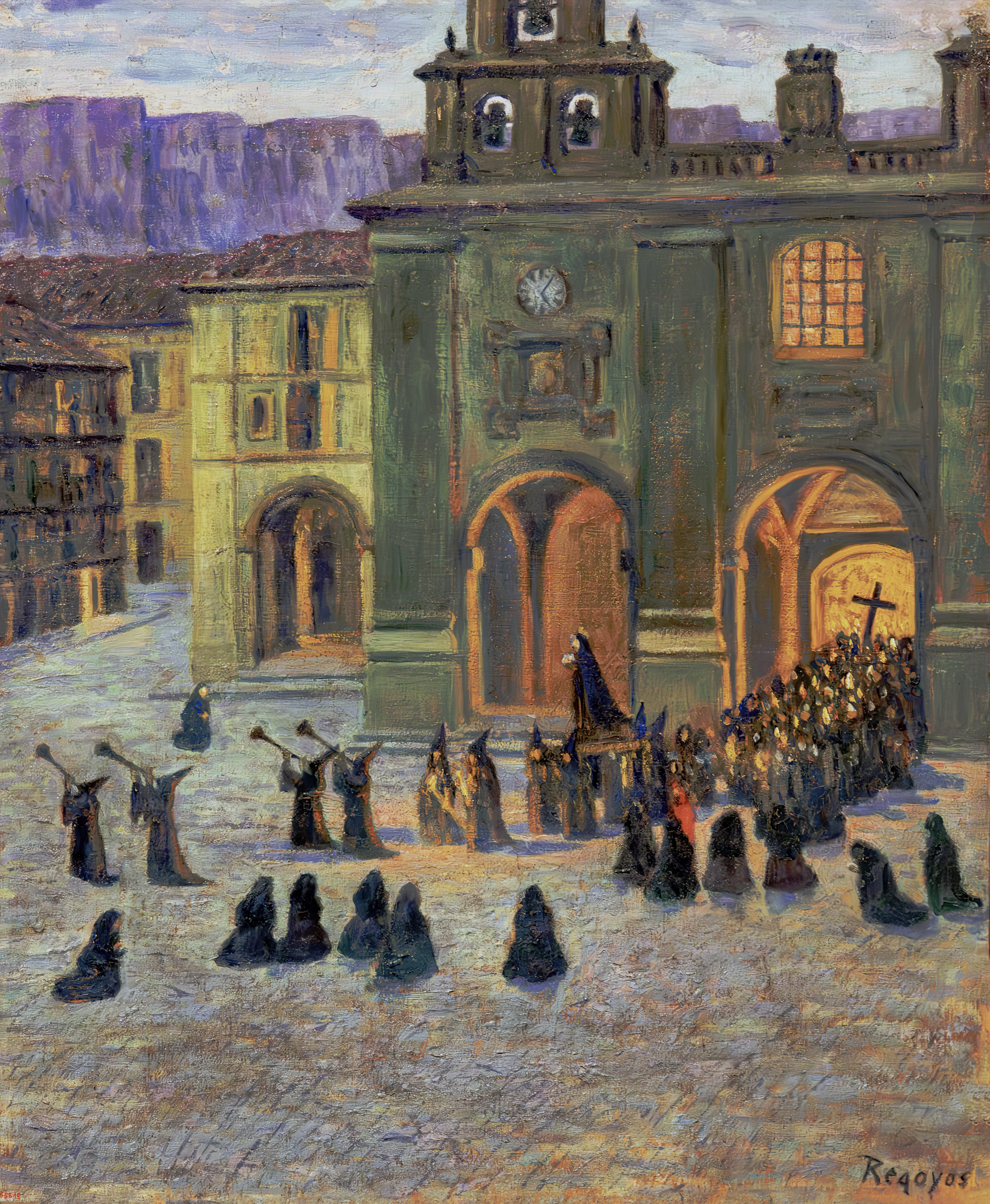
1903 Vendredi Saint tôt le matin à Orduñas MNAC
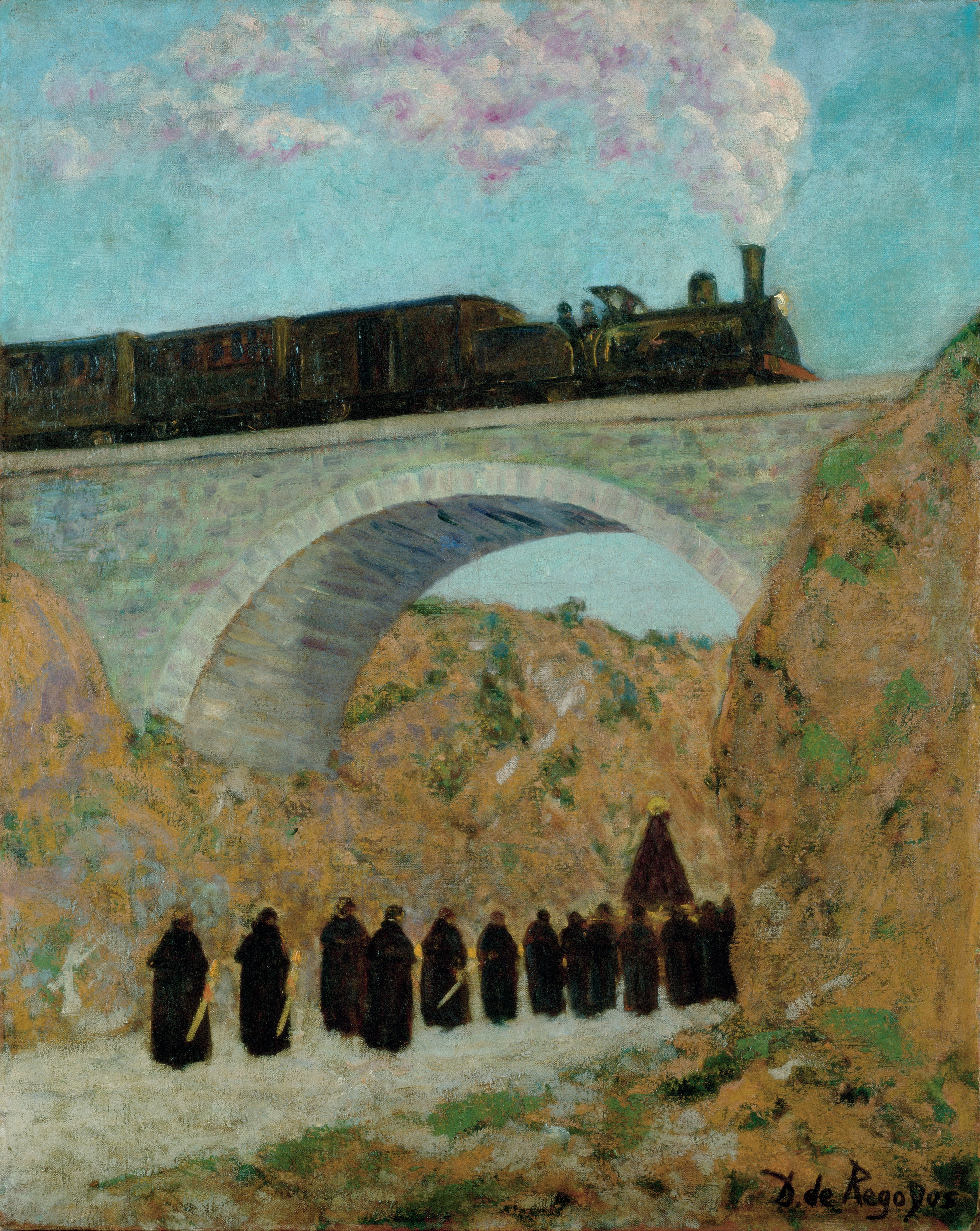
1904 Vendredi Saint en Castille (Musée de Bilbao)
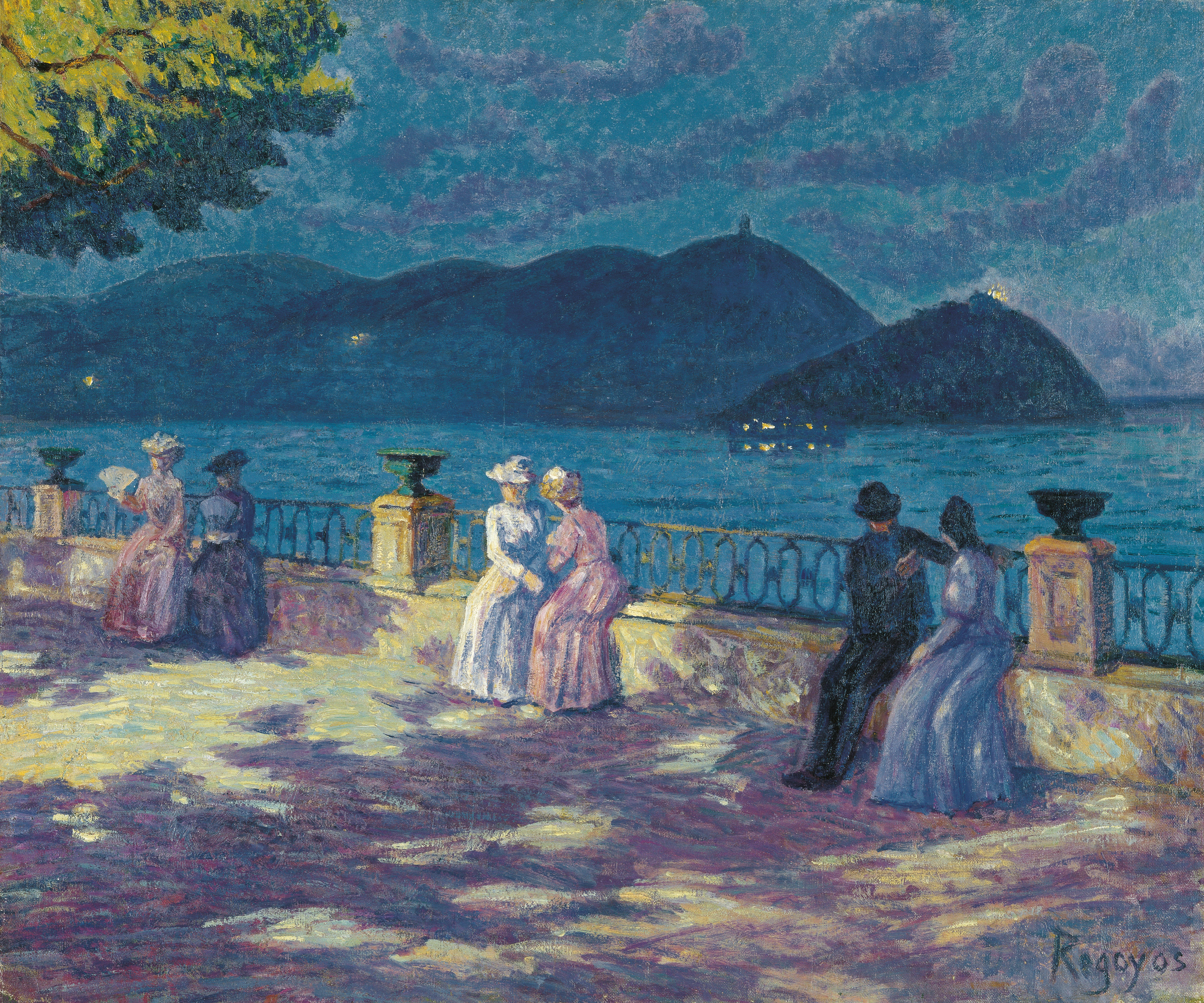
1906 La Concha, nocturne (Musée Thyssen de Malaga)

La plupart des musées espagnols présentent ses œuvres, la plus importante collection étant à Bilbao. Sélection :
- Musée des Beaux-Arts de Bilbao[9] :
  - 1882 Place à Ségovie
  - 1885 Portrait de Miss Jeanning
  - 1898 Taureaux à Pasaia
  - 1900 Bain à Errenteria
  - 1904 Vendredi Saint en Castille
  - 1909 Fin de marché à Dax
  - 1910 La ría de Bilbao
- Musée Reina Sofía à Madrid[10] :
  - 1892 Portrait de Dolores Otaño
  - 1892 Impression de la Concha de Saint-Sébastien
  - 1895 Côte basque, matin
  - 1899 Soleil d'hiver, côte basque
  - 1901 Irún l'après-midi
  - 1912 Le Poulailler
- Musée Thyssen-Bornemisza à Madrid[11] :
  - 1886 Paysage nocturne enneigé (Haarlem)
- Musée national d'Art de Catalogne à Barcelone [12] :
  - 1888 Fête basque (bal à El Antiguo, Saint-Sébastien)
  - 1900 L'Averse. Baie de Santoña
  - 1901 Pancorbo: le train qui passe
  - 1903 Vendredi Saint tôt le matin à Orduñas
  - 1912 Barcelone depuis Vallvidrera
- Musée Carmen Thyssen à Malaga[13] :
  - 1900 Paysage d'Hernani
  - 1902 Le Passage du train
  - 1905 Les Amandiers en fleurs
  - 1906 La Concha, nocturne

En Belgique, il est représenté aux musées de Bruxelles (San Pedro de Torello) et Ixelles (Pluie de mai. Pays basque).